# Viveca Lindfors (Eiskunstläuferin)
Viveca Lindfors (* 30. Januar 1999 in Helsinki) ist eine ehemalige finnische Eiskunstläuferin, die im Einzellauf antrat. Sie ist die finnische Meisterin des Jahres 2019 und gewann Bronze bei den Europameisterschaften 2019.

## Familie
Viveca Lindfors hat vier Geschwister, von denen die drei jüngeren ihr in den Eiskunstlauf folgten: Ihre knapp zwei Jahre jüngere Schwester Monica Lindfors ist die frühere Eistanz-Partnerin von Juho Pirinen. Mit ihm gewann sie 2016/17 die finnischen Juniorenmeisterschaften und nahm an den Juniorenweltmeisterschaften teil. Fanny Lindfors trat im Einzellauf an. Der jüngste Bruder Matias Lindfors ist der finnische Juniormeister von 2022 und vertritt Finnland im internationalen Juniorenwettbewerb. Ihr älterer Bruder spielte Eishockey. Die Geschwister lernten das Eislaufen als kleine Kinder von ihrem Vater.

## Sportliche Karriere

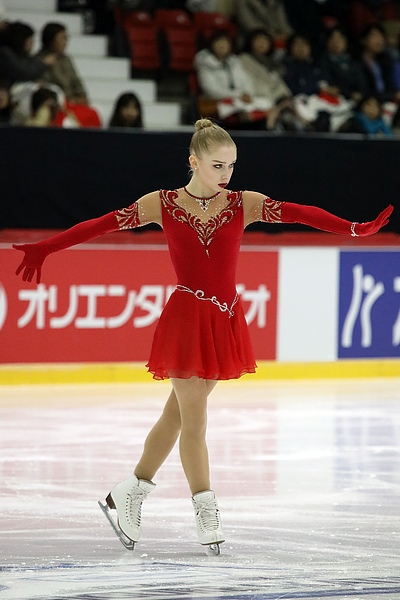
Viveca Lindfors beim Grand Prix of Helsinki 2018

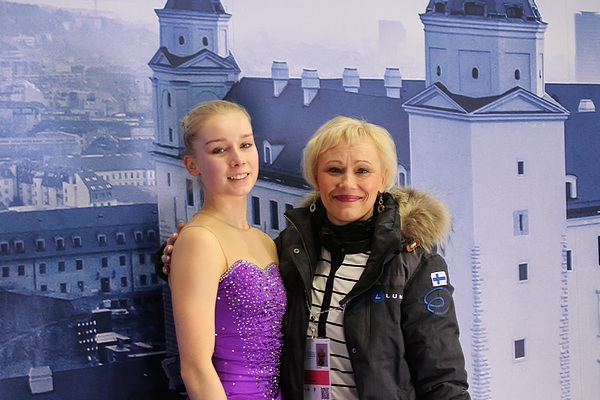
Viveca Lindfors und ihre Trainerin Virpi Horttana bei den Europameisterschaften 2016

Viveca Lindfors gewann die Bronzemedaille bei ihren ersten nationalen Juniorenmeisterschaften. Sie vertrat Finnland im ISU Junior Grand Prix und nahm zweimal an den Juniorenweltmeisterschaften teil. Zwischen 2014 und 2018 trat sie sowohl in Junioren- als auch in Erwachsenenwettbewerben an. Sie gewann drei Medaillen bei den finnischen Meisterschaften, in der Saison 2018/19 schließlich eine Goldmedaille.
Lindfors trat zweimal bei den Eiskunstlauf-Weltmeisterschaften an, ihr bestes Ergebnis war der 16. Platz im Jahr 2019. Ihre erfolgreichste Saison hatte sie 2018/19: Nach zwei Medaillen in der Challenger-Serie und ihrem ersten finnischen Meisterinnentitel gewann sie die Bronzemedaille bei den Europameisterschaften 2019 hinter Sofja Samodurowa und Alina Sagitowa. Ihre Teilnahme an der Weltmeisterschaft musste sie aus gesundheitlichen Gründen absagen.
In der folgenden Saison konnte Lindfors aufgrund einer Rückenverletzung nicht starten. Alle geplanten Wettbewerbe, darunter ihre ersten beiden regulären Einladungen in die Grand-Prix-Serie, sagte sie ab. Nach längerer Pause gab Lindfors im Sommer 2020 bekannt, sie werde ihre Leistungssportkarriere beenden und sich auf ihr Studium an der Universität Turku konzentrieren.

## Ergebnisse
| Meisterschaft/Saison                                                        | 2013/14 | 2014/15 | 2015/16 | 2016/17 | 2017/18 | 2018/19 |
| --------------------------------------------------------------------------- | ------- | ------- | ------- | ------- | ------- | ------- |
| Weltmeisterschaften                                                         |         |         | 20.     |         | 16.     | Z       |
| Europameisterschaften                                                       |         |         | 8.      | 23.     | 14.     | 3.      |
| Nordische Eiskunstlauf-Meisterschaften                                      |         | 3.      | 2.      | 6.      | 1.      |         |
| Finnische Meisterschaften                                                   |         | 3.      | 4.      | 3.      | 2.      | 1.      |
| Wettbewerb/Saison                                                           | 2013/14 | 2014/15 | 2015/16 | 2016/17 | 2017/18 | 2018/19 |
| GP Finnland                                                                 |         |         |         |         |         | 8.      |
| CS Finlandia Trophy                                                         |         |         | 5.      | 10.     | Z       | 3.      |
| CS Lombardia Trophy                                                         |         |         |         | 11.     |         | 5.      |
| CS Nebelhorn Trophy                                                         |         |         |         |         | 6.      |         |
| CS Tallinn Trophy                                                           |         |         | 4.      | 10.     | 10.     | 3.      |
| CS Warsaw Cup                                                               |         | 10.     |         |         |         |         |
| Juniorenwettbewerb/Saison                                                   | 2013/14 | 2014/15 | 2015/16 | 2016/17 | 2017/18 | 2018/19 |
| Juniorenweltmeisterschaften                                                 |         |         | 25.     | 14.     | Z       |         |
| JGP Kroatien                                                                |         | 18.     |         |         |         |         |
| JGP Lettland                                                                |         |         | 11.     |         | 10.     |         |
| JGP Polen                                                                   |         |         | 9.      |         |         |         |
| Finnische Juniorenmeisterschaften                                           | 3.      |         |         |         |         |         |
| GP = Grand-Prix-Serie; JGP = Junior Grand Prix; Z = Teilnahme zurückgezogen |         |         |         |         |         |         |